# Pudaków
Pudaków (biał. Пудакоў, Pudakou, ros. Пудаков, Pudakow) – wieś na Białorusi, w obwodzie homelskim, w rejonie chojnickim, w sielsowiecie Posielicze. W 1921 roku znajdowały się w niej 44 budynki.